# Filino de Cós (atleta)
Filino de Cós (em grego: Φιλῖνος ὁ Κῷος; século III a.C.), filho de Hegepolis, foi um antigo atleta da Antiga Grécia cinco vezes vencedor dos Jogos Olímpicos.

## Carreira
Ele foi cinco vezes vencedor Olímpico nas corridas estádio e diaulo.
A partir de então, ele reinou por mais de uma década em estádios da Grécia Antiga. Em 264 a.C. ele ganhou tanto o estádio e o diaulo; ele repetiu o feito em 260 a.C., onde ele também venceu em ambos os estadio e o diaulo. De acordo com Mark Golden, a sua quinta vitória pode ter sido o diaulo em 256 a.C. Além disso, nos jogos Olímpicos, ele tinha um total de 11 vitórias no jogos Ístimicos,quatro vitórias nos Jogos Píticos, e outras quatro vitórias em Jogos Nemeus. No total, ele foi vitorioso 24 vezes.

## Menção literária
Ele aparece em um poema de Teócrito, e também é mencionado pelo geógrafo Pausânias e Eusébio.